# 黄传真
黄传真，山东大学教授，主要从事高效精密加工技术、结构陶瓷材料研制及应用等方面的研究工作。担任中国机械工程学会理事，入选中华人民共和国教育部2008年度"长江学者"特聘教授。曾就读于山东工业大学。